# Юзефін-к-Новосюлек
Юзефін-к-Новосюлек (пол. Józefin k. Nowosiółek) — село в Польщі, у гміні Холм Холмського повіту Люблінського воєводства.
Населення — 95 осіб (2011).
У 1975-1998 роках село належало до Холмського воєводства.

## Демографія
Демографічна структура станом на 31 березня 2011 року:
|          | Загалом | Допрацездатний вік | Працездатний вік | Постпрацездатний вік |
| -------- | ------- | ------------------ | ---------------- | -------------------- |
| Чоловіки | 46      | 11                 | 31               | 4                    |
| Жінки    | 49      | 13                 | 27               | 9                    |
| Разом    | 95      | 24                 | 58               | 13                   |